# Aphelinoidea zarehi
Aphelinoidea zarehi is een vliesvleugelig insect uit de familie Trichogrammatidae. De wetenschappelijke naam is voor het eerst geldig gepubliceerd in 2005 door Triapitsyn Walker & Bayoun.